# 空陸海ゆきな
空陸海 ゆきな（くりみ ゆきな、1995年11月22日 - ）は、日本のモデル、レースクイーン。
東京都出身。愛称は「くりみん」。

## 来歴
2017年のSUPER GTのPacific Fairiesメンバーだった川崎あやに憧れたのがレースクイーンになるきっかけとなり、翌2018年のSUPER GTで「Pacific Fairies」の一員となりレースクイーンデビュー。
2019年は埼玉トヨペット Green Braveを応援する“埼玉トヨペットサポーターズ”として、SUPER GTとスーパー耐久の2カテゴリーで活動。翌2020年はスーパーフォーミュラで「Buzz Racing Lady」を務めたが、2021年3月31日付で所属していたスリーライズを契約満了により退所した。

## 人物
- 趣味はマッサージ、犬と遊ぶこと。特技はバドミントン。
- スリーライズの同僚だった小嶋みやびと仲が良く、小嶋のことを“ダーリン”と呼んでいる[6]。

## レースクイーン歴
| 年     | カテゴリー            | チーム名                   | 他メンバー                                     |
| ------ | --------------------- | -------------------------- | ---------------------------------------------- |
| 2018年 | SUPER GT              | Pacific Fairies            | 村山久美、林ゆめ、南まりあ、飯野真希、松田沙耶 |
| 2019年 | SUPER GT スーパー耐久 | 埼玉トヨペットサポーターズ | 葉月リナ、滝川メグ                             |
| 2020年 | スーパーフォーミュラ  | Buzz Racing Lady           | 福江ななか、桐生もえこ、蒼乃茜                 |

## 出演

### テレビ番組
- テレビ東京『じっくり聞いタロウ〜スター近況（秘）報告〜』（2018年6月1日未明放送）
「モデル&グラビアアイドル業界のヤバい裏側大暴露SP」にゲスト出演[8]
- 日本テレビ『ニノさん』（2019年2月10日放送）- 「ニノミヤサブマリン」コーナーに安田七奈、星野奏と出演[9]
- TOKYO MX 『真夜中のおバカ騒ぎ』
- フジテレビ『神の間』

### 舞台
- GO,JET!GO!GO! ZERO（2018年9月4日 - 9日、A-Garage Theater） - あかね役[10][11]

### イベント
- 東京ゲームショウ「Xperia」ブースコンパニオン（2018年）[12]
- 東京オートサロン「ワイルド・スピードガール」（2019年）- 相方：安藤まい[13]
- ASOVIVA Last Summer Fes（2020年9月5日配信開催） - MC出演[14]
- スーパーアメリカン スワップミート2020（2020年10月25日、ハーバーシティ蘇我）- A-carsブースコンパニオンとして参加[15]